# Pieter Vanspeybrouck
Pieter Vanspeybrouck, né le 10 février 1987 à Tielt, est un coureur cycliste belge, professionnel de 2008 à 2021.

## Biographie
En 2005, membre de l'équipe Avia Waasland en catégorie juniors, Pieter Vanspeybrouck remporte la Ster van Zuid-Limburg et se classe troisième de la Classique des Alpes juniors. Il passe en catégorie espoirs l'année suivante, dans l'équipe Beveren 2000. Il est troisième de Paris-Roubaix espoirs et du championnat de Belgique sur route espoirs cette année-là. En 2007, il gagne une étape du Tour de la province de Liège et monte sur le podium du Tour de la province de Namur (2e), de la Course des chats et du Circuit de Wallonie (3e).
Il devient professionnel en 2008, au sein de l'équipe Topsport Vlaanderen. Durant sa première saison, il prend la troisième place de la Flèche flamande. Il obtient sa première victoire chez les professionnels en 2011, en remportant le Tour de Bochum.
Le 3 mai 2013, il est suspendu trois mois en raison d'un contrôle positif hors compétition au fénotérol le 28 février 2013. Pour cette suspension, la fédération belge de cyclisme a validé la thèse de Vanspeybrouck, ce dernier déclarant avoir reçu du Duovent à la place de la Ventoline transmis par le médecin de son équipe, celui-ci reconnaissant sa faute et présentant sa démission.
En 2017, Pieter Vanspeybrouck est recruté par l'équipe Wanty-Groupe Gobert. Celle-ci ayant obtenu une invitation pour disputer le Tour de France, Vanspeybrouck dispute pour la première fois cette course, comme ses huit coéquipiers.
Il met un terme à sa carrière à l'issue de la saison 2021.

## Palmarès sur route

### Par années
- 2005
  - Classement général de la Ster van Zuid-Limburg
  - 3e de la Flèche du Brabant flamand
  - 3e de la Classique des Alpes juniors
- 2006
  - 2e de la Zuidkempense Pijl
  - 3e de Paris-Roubaix espoirs
  - 3e du championnat de Belgique sur route espoirs
- 2007
  - 4e étape du Tour de la province de Liège
  - 2e du Tour de la province de Namur
  - 3e de la Course des chats
  - 3e du Circuit de Wallonie
- 2008
  - 3e de la Flèche flamande
- 2011
  - Tour de Bochum
- 2016
  - Circuit Mandel-Lys-Escaut

### Résultats sur les grands tours

#### Tour de France
1 participation
- 2017 : 100e

### Classements mondiaux
| Année                                 | 2006 | 2007 | 2008 | 2009 | 2010 | 2011 | 2012 | 2013 | 2014 | 2015 | 2016 | 2017  | 2018 | 2019  | 2020  | 2021  |
| ------------------------------------- | ---- | ---- | ---- | ---- | ---- | ---- | ---- | ---- | ---- | ---- | ---- | ----- | ---- | ----- | ----- | ----- |
| Classement mondial                    |      |      |      |      |      |      |      |      |      |      | 119e | 1285e | 920e | 1011e | 1328e | 2339e |
| UCI Europe Tour                       | 723e | 890e | 680e | 574e | 428e | 92e  | 688e | 315e | 690e | 781e | 35e  | 1048e | 941e | 727e  | 1012e | 1561e |
| UCI Asia Tour                         | nc   | nc   | nc   | nc   | nc   | nc   | nc   | nc   | 388e | nc   | 498e | nc    | nc   |       |       |       |
|                                       |      |      |      |      |      |      |      |      |      |      |      |       |      |       |       |       |
| Légende : nc = non classéSource : UCI |      |      |      |      |      |      |      |      |      |      |      |       |      |       |       |       |

## Palmarès en cyclo-cross
- 2002-2003
  -  Champion de Belgique de cyclo-cross cadets
- 2004-2005
  -  Champion de Belgique de cyclo-cross juniors